# Minus123minut
minus123minut (původně psáno −123 min) je česká hudební skupina, která ve své hudbě propojuje více žánrů, zejména ovšem jazz, blues, funky a world music. Její síla spočívá především v živých vystoupeních, které jsou z velké části tvořené improvizací. Název skupiny vznikl podle slov Zdeňka Bíny zcela náhodně, pouze jako hra slov, a nemá hlubší význam. K popularitě skupiny značně přispěl zisk ceny Akademie populární hudby za rok 1999 v kategorii Objev roku.

## Historie
Skupina vznikla v roce 1997, kdy po určité době společného hraní kytaristy a zpěváka Zdeňka Bíny a bubeníka Dominika Tůmy přišel jako třetí hráč baskytarista Fredrik Janáček. Ústřední duo Bína–Janáček od té doby zůstalo stejné, často se ovšem měnila osoba bubeníka. V roce 1999, kdy skupina nahrála první desku Shooba Dooba, jím byl Václav Zima. O rok později ho nahradil Emil Valach, který ve skupině setrval až do konce roku 2002 a nahrál desky Try a Home?. Od ledna 2003 až do jara 2008 bubnoval v kapele Martin Vajgl. V dubnu 2008 nastoupil na místo odcházejícího Martina Vajgla nový bubeník Miloš Dvořáček.

### Rozpad kapely
21. prosince 2009, krátce po vydání alba – Dream, kapela na svých webových stránkách oznámila rozpad.
| „                      | Po tolika krásných koncertech s tak výjimečným publikem jsem došel k tomu, že je čas tento příběh „Minut“ uzavřít. Poslední dobou nás potkala řada starostí, k jejichž překonaní je potřeba tolik energie, že bych se i další rok nemohl věnovat hudbě, která ve mě přirozeně žije teď. Proto jsem rád, že za námi zůstává podle mě nejlepší deska −123min. Dream a vzpomínka na výjimečný koncert s Pražskou komorní filharmonii. Zároveň bych chtěl vyjádřit obrovskou úctu všem, se kterými jsem se potkával na našich koncertech, protože jsem díky nim prožil opravdu šťastná léta. Pevně doufám, že i moje další hudební působeni bude lidem přinášet radost. | “ |
| — Zdeněk Bína[zdroj⁠?!] | |   |

### Comeback
Po 7 letech přišla informace 
| „                       | "Minuty se vrací", tahle věta co zněla donedávna jako sen se stala realitou a Zdeněk Bína s Fredrikem Janáčkem opět spolu začnou vystupovat. V tuhle zprávu doufali jen nejvěrnější fanoušci a sedm let si na ni museli počkat. Zdeněk s Fredrikem k sobě do trojice přizvali skvělého bubeníka Dano Šoltise a z -123 min. vzniká minus123minut. | “ |
| — Indies Scope[zdroj⁠?!] | |   |

Turné Minuty 2016 bylo zahájeno účastí na festivalu Votvírák v Milovicích v červnu 2016

## Členové
- Zdeněk Bína – zpěv, kytara
- Fredrik Janáček – basa, zpěv
- Dano Šoltis – bicí

### Hosté živých vystoupení
- Imran Musa Zangi – perkuse
- Michal Žáček – flétna, saxofon
- Miloš Vacík – perkuse
- Zdeněk Zdeněk – klávesy

## Diskografie
- Shooba Dooba (1999 Intermusic)
- Try (2001 Intermusic)
- Home? (2002 Indies Records)
- XL Live (2004 Indies Records)
- Mom (2005 Universal Music)
- Dream (2009 Indies Scope)
- LES (2019 Indies Scope)